# Passaporto giapponese
Il Passaporto giapponese (日本国旅券?, Nippon Koku Ryoken) è un documento di riconoscimento rilasciato a cittadini giapponesi esclusivamente dal Ministero degli Affari Esteri. Con 193 nazioni ad accesso "Visa-free" (incuse quelle "Visa on arrival" ed "Electronic Travel Authorization" – eTA), è il passaporto più forte del mondo nel Global Passport Ranking 2022.

## Tipi di passaporti
- Passaporto ordinario ((一般)旅券?, (Ippan) Ryoken): rilasciato a normali cittadini giapponesi.
  - I passaporti ordinari sono rilasciati in due diverse durate di validità: 5 e 10 anni. Ai cittadini minorenni (ovvero minori di 19 anni fino al fino al 31 marzo 2022 e minori di 18 dal 1º aprile 2022[5]) può essere rilasciato solo un passaporto di 5 anni, mentre i maggiorenni possono scegliere un passaporto di 5 anni (blu) o 10 anni (rosso) a fronte di diverse tasse di registrazione.
- Passaporto ufficiale (公用旅券?, Kōyō-ryoken): rilasciato ai membri della Dieta Nazionale e ai funzionari pubblici.
- Passaporto diplomatico (外交旅券?, Gaikō-ryoken): rilasciato a membri della Famiglia Imperiale, diplomatici e loro familiari e funzionari governativi di alto livello.
  - Per convenzione, l'imperatore e l'imperatrice del Giappone non sono titolari di passaporto, poiché, considerato che il documento contine la richiesta del Ministro degli Esteri di consentire al titolare di viaggiare senza difficoltà, è ritenuto inappropriato che ciò avvenga nel loro caso; viene anche reputato altamente inappropriato per l'imperatore debba sottoporsi a procedure di immigrazione o di visto utilizzando un passaporto come un normale cittadino[6].
- Passaporto di emergenza (緊急旅券?, Kinkyū-ryoken): rilasciato a cittadini giapponesi d'oltremare quando i passaporti a lettura ottica non possono essere rilasciati da una missione diplomatica del Giappone a causa di un malfunzionamento e non c'è tempo per aspettare che il passaporto venga rilasciato dal Ministero degli Affari Esteri del Giappone, o a cittadini giapponesi d'oltremare a cui non è stato rilasciato un documento di viaggio per il ritorno in Giappone. È valido per 1 anno dalla data di emissione.
  - Documento di viaggio per il ritorno in Giappone (帰国のための渡航書?, Kikoku no tame no tokōsho): documento di viaggio monouso di emergenza rilasciato a cittadini giapponesi d'oltremare per tornare in Giappone, presenta una copertina bianca con il sigillo del governo giapponese della Paulownia. Invalidato immediatamente dopo l'uso.

Tutti i passaporti giapponesi rilasciati dopo il 20 marzo 2006 sono passaporti biometrici.
I passaporti giapponesi riportano l'emblema del Giappone (nella versione con i soli 16 petali frontali) al centro della copertina con sopra la scritta Nipponkoku Ryoken (日本国旅券?) in kanji (in stile tensho (篆書?), quello più formale utilizzato per i sigilli) e sotto la sua traduzione in inglese (JAPAN PASSPORT) in lettere latine ed il simbolo del passaporto biometrico  () più in basso.
I passaporti ordinari validi per cinque anni hanno copertine blu scuro e quelli validi per dieci anni hanno copertine color cremisi. Inoltre, i passaporti ufficiali presentano copertine verde scuro e i passaporti diplomatici presentano copertine marrone scuro.